# Japanische Besetzung von Kiska
Dutch Harbor – 1. Attu – 1. Kiska – 2. Kiska – 3. Kiska – Komandorski-Inseln – 2. Attu – Chichagof Harbor – 4. Kiska
Die Japanische Besetzung Kiskas und damit die Operation AL begann am 6. Juni 1942 und endete am 28. Juli 1943 während der Schlacht um die Aleuten im Pazifikkrieg. Die japanischen Truppen besetzten Kiska und die nahegelegene Insel Attu um ihre Nordflanke zu sichern und damit auch den Versorgungsweg zu den Midwayinseln, deren Eroberung geplant war, zu decken. Zusammen mit der Landung auf Attu am nächsten Tag war es nach dem Britisch-Amerikanischen Krieg von 1812 das erste Mal, dass Territorien der USA durch eine fremde Macht besetzt wurden.

## Hintergrund

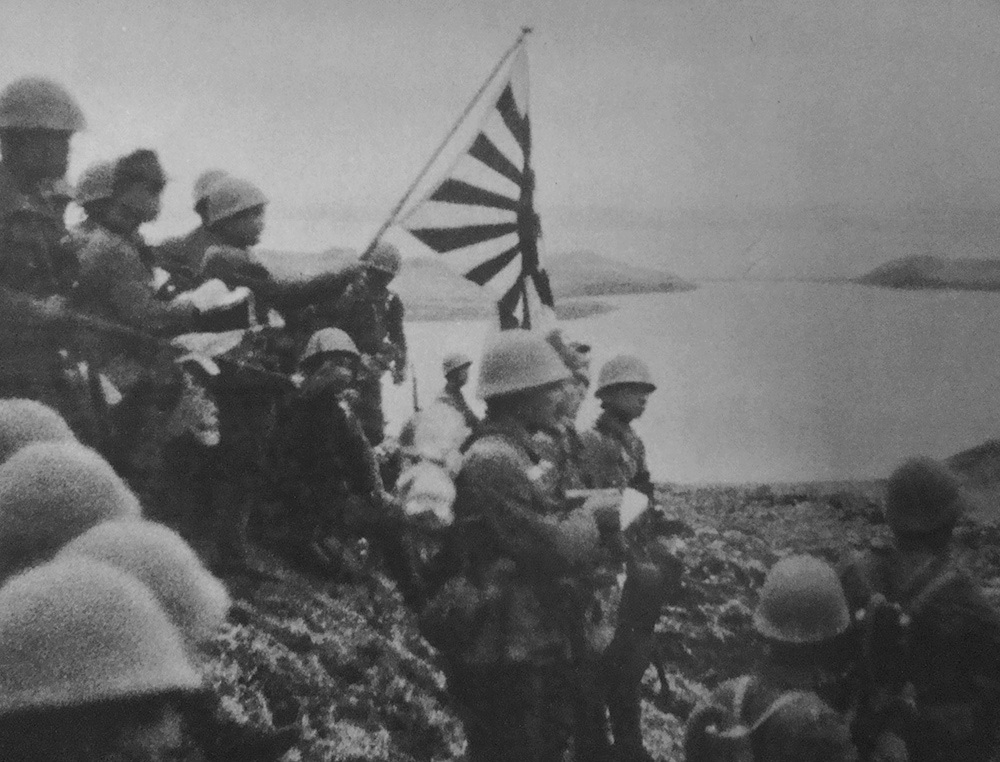
Japanische Truppen landen auf Kiska, 6. Juni 1942

Für die japanische Flotte war es schwierig die ausgedehnte Frontlinie im Nordpazifik von den Kurilen im Norden bis nach Minami-Torishima weit im Südosten zu überwachen, Patrouillen in diesem gewaltigen Seegebiet mit nur wenigen Inseln waren problematisch. Die im Juli 1941 aufgestellte 5. Japanische Flotte, die Patrouillen im Pazifik östlich von Japan durchführte, hatte sich seit Ende Januar 1942 dafür eingesetzt, dass die Kaiserliche Marine die westlichen Aleuten-Inseln besetzen und die Patrouillenlinie ausdehnen sollte. Ein Luftangriff auf die Insel Minami-Torishima (Marcus) am 4. März 1942 steigerte die Sorgen der japanischen Militärs bezüglich ihrer Positionen im Nordpazifik.
Der Plan der Operation AL der Kaiserlichen Marine wurde am 15. April mit der Heeresabteilung des Daihon’ei (大本営), dem Kaiserlichen Hauptquartier besprochen. Der Plan sah vor, dass die Marine Anfang Juni Dutch Harbor und Adak angreifen und Kiska und Attu besetzen sollte. Die kaiserliche Armee zögerte jedoch, die Aleuten zu besetzen und antwortete der Marine am 16. April, dass die Armee keine Truppen für die Operation AL zur Verfügung stellen würde.
Der Doolittle Raid am 18. April 1942 allerdings beeinflusste die Operation AL, weil die Flugzeuge offenbar aus Richtung Norden ihre Ziele in Yokohama, Tokyo, Nagoya und Kobe angegriffen hatten. Nach diesem Angriff erkannte auch die Armee die Notwendigkeit an, Patrouillenstützpunkte auf den westlichen Aleuten-Inseln einzurichten, und am 21. April stimmte sie der Entsendung von Truppen zu. Patrouillen von den Stützpunkten auf den Inseln Midway, Kiska und Attu sollten mögliche Angriffe von US-Kräften auf das japanische Festland rechtzeitig entdecken und verhindern. Gleichzeitig sollte damit der Bau von US Luftwaffenstützpunkten in größerer Nähe zu Japan und damit die Möglichkeit von Angriffen mit Langstreckenbombern von Norden verhindert werden.
Schließlich wurde beschlossen, dass die kaiserliche Armee auf der Insel Attu und die kaiserliche Marine mit der 3. Maizuru Speziallandungseinheit unter Fregattenkapitän (später Konteradmiral) Ono Takeji auf der Insel Kiska landen sollte. Für die Operation AL wurde von der kaiserlichen Armee am 5. Mai die 'Nordmeer Abteilung' gebildet, die, geführt von Major Hozumi Matsutoshi, etwa 1.000 Mann umfasste.

## Planung der Aleuten-Operation
Am 5. Mai 1942 wurde der Befehl Nr. 18 vom Kaiserlichen Hauptquartier herausgegeben.
Die Große Marineverordnung Nr. 18, 5. Mai 1942.
1. Die Oberbefehlshaber der Kombinierten Flotte werden mit dem Heer die Schlüsselpunkte "AF" und "AO" sichern.
("AF" = Midway, "AO" = Aleuten)
2. Die Einzelheiten werden vom Chef des Generalstabs der Kaiserlichen Marine angeordnet.

Die Große Marineanweisung Nr. 94, 5. Mai 1942.

Die Operationen der Großen Marineverordnung Nr. 18 müssen das Zentralabkommen von Heer und Marine über die Operation "AF" und das Zentralabkommen von Heer und Marine über die Operation "AO" einhalten.

Das Zentralabkommen zwischen Heer und Marine über die Operation auf den Aleuten.

1. Zweck der Operation

Sicherung oder Zerstörung der Schlüsselpunkte in den westlichen Aleuten, um die Mobilität des Feindes einzuschränken und ein Vorrücken der feindlichen Luftwaffe in diesem Bereich zu erschweren.

2. Richtlinien der Operation

In Zusammenarbeit mit Armee und Marine auf den Inseln Kiska und Attu einzumarschieren und Adaks militärische Einrichtungen zu zerstören.

3. Ablauf der Operation

1. Heer und Marine zerstören die militärischen Einrichtungen auf Adak und ziehen sich dann zurück. Dann landen Armeetruppen auf Attu, die Marinetruppen landen auf Kiska und sichern sie bis zum Winter.
2. Die Marine unterstützt die Invasionstruppen mit ausreichender Stärke. Vor der Landung greift die Marine mit den Lufteinheiten der Flugzeugträger Dutch Harbour an, um die dortige Luftwaffe zu vernichten.[12]

## Die Operation AL
Am 29. Mai 1942 lief die japanische Flotte zur Eroberung der Aleuten von der Mutsu-Bucht im Norden Honshūs aus. Sie bestand aus der 4. Trägerdivision mit den Trägern Jun’yō und Ryūjō und zwei Zerstörern der 3. Zerstörerdivision, zwei Schweren Kreuzern der 4. Kreuzerdivision, der Takao und der Maya sowie drei Zerstörern. Konteradmiral Kakuji Kakuta führte das Kommando über diese Flotte von der Ryūjō aus.
Die Transportflotte für die Invasion Kiskas unter Vizeadmiral Hosogaya Boshiro umfasste das Hilfsstransportschiff Tōkō Maru No. 2 Go, den Tanker Fujisan Maru, den Frachter Nissan Maru und den Hilfskreuzer Awata Maru unter dem Geleit des Schweren Kreuzers Nachi und den Zerstörern Inazuma und Ikazuchi. Die Transporterflotte für die Eroberung Attus und Adaks unter Konteradmiral Ōmori Sentarō bestand aus dem Transporter Kinugasa Maru, dem Flottenversorger Muroto und dem Hilfsmininleger Magane Maru und wird begleitet vom Leichten Kreuzer Abukuma und der Zerstörerdivision 21 mit Hatsuharu, Hatsushimo, Wakaba und Nenohi, alle von der Hatsuharu-Klasse. Die Truppen Admiral Ōmoris für den Angriff auf Attu und Adak wurden gemeinsam mit der Kiska Invasionstruppe unter Ono Takeji mit den Hilfstransportern Hakusan Maru und Kumagawa Maru unter dem Schutz der Leichten Kreuzer der 21. Kreuzerdivision Tama und Kiso, den Zerstörern Hibiki, Akatsuki und Hokaze und dem Hilfskreuzer Asaka Maru.
Am 5./6. Juni 1942 (JST) erreichte die Flotte die Gewässer der westlichen Aleuten, und Admiral Ōmori wurde informiert, dass das Hauptquartier die Landung auf Adak gestrichen hatte und er nur noch Attu besetzen sollte.
Am 7. Juni 1942 landete um 10:00 Uhr (JST) die 3. Maizuru-Speziallandungseinheit mit 660 Mann und eine Bautruppe mit 700 Mann in der Reynard Cove auf Kiska und traf auf keine Gegenwehr. Die Landetruppe war in drei Teile geteilt: Die Hauptgruppe bewegte sich direkt über Land zum Hafen. Eine zweite Gruppe marschierte entlang des Kamms des Bergrückens in der Mitte der Insel und eine dritte Gruppe entlang der Küste. Vier Landungsschiffe fuhren am Ufer entlang in Richtung Hafen. Sie standen bereit, um der dritten Gruppe zu helfen, die Einfahrt zur Salmon Lagune zu überqueren und fuhren dann weiter zur Einfahrt zum Hafen, wo sie auf Meldungen der Landtruppe warteten für den Fall, dass Verletzte evakuiert werden müssten.
Die drei Gruppen versammelten sich am Morgen des 8. Juni am Nordwestufer des Hafens von Kiska, die Transporter landeten Ausrüstung und Vorräte, und später landeten 6 Kawanishi H6K Flugboote im Hafen von Kiska. Das Flugbootlager und der Strand, von dem aus diese und die Wasserflugzeuge operierten, befanden sich ein kurzes Stück am Ufer südwestlich des Hauptlagers. Sobald das Material und die Vorräte von den beiden Transportern gelandet waren, wurde mit dem Ausbau der Basis begonnen. Auf der Anhöhe östlich der US-Wetterstation waren vier 13-mm-Flugabwehrgeschütze stationiert. Vier 7-cm-Flakgeschütze wurden nordwestlich am Berghang stationiert. Auf der Halbinsel North Head wurden vier 12-cm-Küstenverteidigungsgeschütze installiert. Das Radar befand sich unterhalb des Kamms im Westen. Entlang des Baches östlich der Wetterstation wurden ein 40-KVA-Kraftwerk und ein 80-KVA-Kraftwerk sowie in der Nähe des Teiches ein 15-KVA-Kraftwerk aufgestellt. Es wurde ein Kommunikationszentrum mit einem Empfänger im Gebäude der Wetterstation und einem Sender südöstlich des Teiches eingerichtet. Es fehlte an mechanischer Ausrüstung, so dass diese Arbeiten den Rest des Monats Juni in Anspruch nahmen.
Die zehn Mann der Wetterstation wurden als Kriegsgefangene nach Japan gebracht.
Ebenfalls am 8. Juni 1942 landete um 03:00 Uhr (JST) das 301. Bataillon der japanischen Armee ohne auf Widerstand zu treffen 1.200 Mann auf Attu.
Nach dem japanischen Angriff auf die Aleuteninseln evakuierten Beamte die Ureinwohner Alaskas zwangsweise von den Aleuten- und Pribilofinseln. Diese Alaska-Ureinwohner wurden in sechs Gebiete im Südosten Alaskas umgesiedelt, die bis zu 2.400 km von ihren Heimatländern entfernt waren. Viele waren in alten und verlassenen Konservenfabrikgebäuden untergebracht. Der Mangel an angemessener Nahrung, Unterkunft und medizinischer Versorgung führte bei den Umgesiedelten und künftigen Generationen zu Todesfällen und Traumata.

## Besetzung
Schon am 10. Juni 1942 begannen die US-amerikanischen Luftangriffe auf Kiska. Sie wurden von B-24, B-17 und Catalina Flugbooten ausgeführt, wobei die PBYs nur als Aufklärer eingesetzt wurden. Diese Luftangriffe beeinträchtigten den Aufbau des Stützpunkts erheblich. Am 13. Juni 1942 lief die Nissan Maru im Hafen von Kiska ein und löschte ihre Ladung. Am 16. Juni um 08:30 Uhr, noch in Kiska, wurde sie durch mehrere Bombentreffer während eines Luftangriffs von B-17 und B-24 der United States Army Air Force schwer beschädigt, wobei ein Besatzungsmitglied getötet wurde. Sie sank am 19. Juni 1942 um 07:00 Uhr im Hafen von Kiska, nachdem sie um 05:00 Uhr bei einem weiteren Luftangriff getroffen worden war.
Am 1. Juli wurde die Landungstruppe zur 5. Garnisonstruppe und die Argentina Maru, die später zu dem Geleitflugzeugträger Kaiyō umgebaut wurde und der Seeflugzeugtender Chiyoda brachten 1.200 Mann Verstärkungen nach Kiska. Die Luftabwehr wurde verstärkt und es wurden 6 Kleinst-U-Boote nach Kiska gebracht. Am 4. Juli versenkte das US U-Boot USS Triton den japanischen Zerstörer Nenohi und am 5. Juli die USS Growler den japanischen Zerstörer Arare, die den Transport gedeckt hatten. Am 10. Juli wurden die Aufklärungsflugboote durch Nakajima Jäger mit Schwimmern verstärkt. Am 7. August 1942 beschoss die US Kampfgruppe TG.8.6 (Konteradmiral Smith) mit 2 Schweren, 3 Leichten Kreuzern und 4 Zerstörern die japanischen Einrichtungen auf Kiska. Eine Gegenwehr war wegen des herrschenden Nebels und fehlendem Radar unmöglich. Der häufige Nebel war auch der Grund dafür, dass die Flugboote und Schwimmerflugzeuge Ende August wieder abgezogen wurden. Das Arbeitsbataillon sollte am Hauptlager einen Pier bauen, das wurde jedoch durch Mangel an Ausrüstung behindert und jedes Mal, wenn mit dem Bau begonnen wurde, wurde er durch Wind und Meer zerstört.
Im September wurden die japanischen Truppen von Attu nach Kiska verlegt und begannen mit der Errichtung von Verteidigungsanlagen. Gegen Ende September übernahm Konteradmiral Akiyama das Kommando über die Insel und die Garnison wurde zur 61. Basistruppe. Ende November wurde die Garnison der Armee vergrößert und dem Kommando von General Mineki unterstellt. Im Winter wurde eine Landebahn angelegt, die jedoch nie fertiggestellt wurde. Die anhaltenden US-Luftangriffe stoppten im Februar 1943 die gesamte Versorgung von Kiska mit Überwasserschiffen. Am 29. Oktober wurde Attu wieder von die japanischen Truppen besetzt, nachdem amerikanische Truppen auf Adak gelandet waren.
Die Besetzung von Kiska durch japanische Truppen dauerte bis zum Juli 1943, als die Insel mit Hilfe der japanischen Marine vollständig geräumt wurde.

(Siehe Operation Cottage)